# Elyptron berioi
Elyptron berioi är en fjärilsart som beskrevs av Pierre E.L. Viette 1957. Elyptron berioi ingår i släktet Elyptron och familjen nattflyn. Inga underarter finns listade i Catalogue of Life.